# Maria-Florina Balcan
Maria-Florina (Nina) Balcan () é uma cientista da computação romena-estadunidense cuja pesquisa investiga aprendizado de máquina, teoria algorítmica dos jogos e ciência da computação teórica, incluindo aprendizado ativo, métodos de kernel, mecanismos de amostragem aleatória e envy-free pricing. É professora associada de ciência da computação na Universidade Carnegie Mellon.

## Formação
Balcan é originária da Romênia e obteve um diploma de bacharel em 2000 pela Universidade de Bucareste, summa cum laude, com dupla especialização em matemática e ciência da computação. Continuou na Universidade de Bucareste para um mestrado em ciência da computação em 2002, e depois obteve um PhD em ciência da computação em 2008 pela Universidade Carnegie Mellon, orientada por Avrim Blum.

## Carreira e pesquisa
Depois de trabalhar como pesquisadora de pós-doutorado na Microsoft Research New England, foi nomeada professora assistente no Instituto de Tecnologia da Geórgia em 2009. Retornou à Carnegie Mellon como membro efetivo do corpo docente em 2014.
Balcan atuou como copresidente do comitê de programa de três grandes conferências de aprendizado de máquina, incluindo COLT 2014, a International Conference on Machine Learning (ICML) 2016 e a Conference on Neural Information Processing Systems (NeurIPS) 2020. Foi presidente geral da ICML 2021.

### Prêmios e honrarias
Balcan é Microsoft Faculty Fellow (2011), Sloan Research Fellow (2014) e Kavli Frontiers of Science Fellow (2015). Recebeu o Prêmio Grace Murray Hopper de 2019 pela Association for Computing Machinery (ACM), por suas "contribuições fundamentais e inovadoras para o aprendizado minimamente supervisionado".
Para o Congresso Internacional de Matemáticos de 2022 em São Petersburgo está listada como palestrante convidada.